# قائمة أعضاء مجلس النواب العراقي - الدورة العاشرة
هذه قائمة أعضاء مجلس النواب العراقي - الدورة العاشرة بعد انتخابات 1943، اختير الأعضاء من خلال الانتخابات التي جرت بين يومي 20 آب و5 تشرين الأول 1943، وفي هذه الانتخابات اختير 108 نائبا.

## لواء أربيل
| التسلسل | الاسم           | الملاحظات                  |
| ------- | --------------- | -------------------------- |
| 1       | أحمد عثمان      | -                          |
| 2       | خضر أحمد أغا    | -                          |
| 3       | جمال رشيد بابان | نائب في الدورتين الماضيتين |
| 4       | صديق محمد       | -                          |
| 5       | جميل الحويزي    | نائب في الدورة الماضية     |
| 6       | صديق ميران      | نائب في الدورة الماضية     |
| 7       | محمد عبد الله   | -                          |

## لواء البصرة
| التسلسل | الاسم                  | الملاحظات                   |
| ------- | ---------------------- | --------------------------- |
| 1       | ليون آرتين             | استقال حل محله وديع جبوري   |
| 2       | روبين سوميخ            | توفي حل محله فريد سمرة      |
| 3       | عبود الملاك            | نائب في الدورتين الماضيتين  |
| 4       | عبد الوهاب محمود       | نائب في الدورة الماضية      |
| 5       | عبد القادر باش أعيان   |                             |
| 6       | محمد سعيد العبد الواحد | كان نائبا في الدورة الماضية |
| 7       | عبد العزيز السعدون     | -                           |
| 8       | حميد الحمود            | نائب في الدورة الماضية      |
| 9       | مصطفى الطه السلمان     | نائب في الدورة الماضية      |
| 10      | محمود معتوق            | توفي حل محله شاكر النعمة    |

## لواء بغداد
| التسلسل | الاسم                       | الملاحظات                                                                                |
| ------- | --------------------------- | ---------------------------------------------------------------------------------------- |
| 1       | إبراهيم حييم                | نائب في الدورات السبعة الماضية                                                           |
| 2       | تحسين العسكري               | نائب في دورات سابقة استقال حل محله إبراهيم عاكف الآلوسي استقال حل محله عبد الجبار الجلبي |
| 3       | نصرت الفارسي                | -                                                                                        |
| 4       | عبد الهادي الجلبي           | نائب في الدورة الماضية                                                                   |
| 5       | عاصم النقيب                 | -                                                                                        |
| 6       | توفيق السويدي               | النائب في الدورتين الماضيتين                                                             |
| 7       | حمدي الباجه جي              | نائب في الدورتين الماضيتين                                                               |
| 8       | علي ممتاز الدفتري           | نائب في الدورة الماضية عن لواء الديوانية                                                 |
| 9       | محمود عبدالهادي الاسترابادي | نائب في الدورة الماضية عن لواء الديوانية                                                 |
| 10      | حسن السهيل                  | نائب في الدورة الماضية                                                                   |
| 11      | روبين بطاط                  | نائب في الدورة الماضية عن لواء البصرة                                                    |
| 12      | سلمان احمد الشيخ داود       | -                                                                                        |
| 13      | مولود مخلص                  | نائب في الدورتين الماضيتين صار عينا حل محله سليمان الباجه جي                             |
| 14      | رزوق غنام                   | نائب في الدورة الماضية                                                                   |
| 15      | إبراهيم عاكف الآلوسي        | -                                                                                        |
| 16      | محمود رامز السعدون          | نائب في عدة دورات سابقة                                                                  |

## لواء الحلة
| التسلسل | الاسم           | الملاحظات                                                               |
| ------- | --------------- | ----------------------------------------------------------------------- |
| 1       | سلمان البراك    | كان نائبا في جميع الدورات الستة الأولى وكان نائبا في الدورتين الماضيتين |
| 2       | جعفر حمندي      | -                                                                       |
| 3       | دوهان الحسن     | -                                                                       |
| 4       | غضبان الجريان   | -                                                                       |
| 5       | جعفر القزويني   | -                                                                       |
| 6       | باقر أحمد سركشك | كان نائبا في الدورة الماضية عن الديوانية استقال حل محله محمد حسن كبة    |

## لواء الدليم
| التسلسل | الاسم                   | الملاحظات                       |
| ------- | ----------------------- | ------------------------------- |
| 1       | عبد الرزاق علي السليمان | كان نائبا في الدورتين الماضيتين |
| 2       | مشحن الحردان            | نائب في الدورات الأربعة الماضية |
| 3       | نظيف الشاوي             | -                               |
| 4       | نجيب الراوي             | -                               |
| 5       | مصطفى السنوي            | كان نائبا في الدورتين الماضيتين |

## لواء ديالى
| التسلسل | الاسم                           | الملاحظات                       |
| ------- | ------------------------------- | ------------------------------- |
| 1       | حبيب الخيزران                   | -                               |
| 2       | عبد الله السليمان               | كان نائبا في الدورة الماضية     |
| 3       | شاكر القره غولي                 | -                               |
| 4       | بهاء الدين الشيخ سعيد النقشبندي | -                               |
| 5       | جميل عبد الوهاب                 | كان نائبا في الدورة الماضية     |
| 6       | عز الدين النقيب                 | كان نائبا في الدورتين الماضيتين |

## لواء الديوانية
| التسلسل | الاسم               | الملاحظات                                                      |
| ------- | ------------------- | -------------------------------------------------------------- |
| 1       | مرزوك العواد        | نائب في الدورات الخمسة الماضية                                 |
| 2       | رايح العطية         | نائب في الدورات الثلاثة الماضية صار عينا حل محله سعد صالح جريو |
| 3       | خوام العبد العباس   | -                                                              |
| 4       | مظهر الحاج صكب      | -                                                              |
| 5       | سلمان الجبار        | توفي حل محله عبد الهادي الظاهر                                 |
| 6       | جياد الشعلان        | كان نائبا في الدورة الماضية                                    |
| 7       | عبد العباس المزهر   | -                                                              |
| 8       | عبد الأمير الشعلان  | -                                                              |
| 9       | عبد الرزاق الأزري   | كان نائبا في الدورة الماضية                                    |
| 10      | سعدون الرسن         | كان نائبا في الدورة الماضية                                    |
| 11      | هاشم محمد حسن الصدر | -                                                              |
| 12      | شعلان الظاهر        | كان نائبا في الدورة الماضية                                    |
| 13      | داخل الشعلان        | كان نائبا في الدورات الثلاثة الماضية                           |

## لواء السليمانية
| التسلسل | الاسم            | الملاحظات                                                   |
| ------- | ---------------- | ----------------------------------------------------------- |
| 1       | أحمد مختار بابان | -                                                           |
| 2       | عزت عثمان        | كان نائبا في الدورتين الماضيتين استقال حل محله محمد صالح    |
| 3       | أحمد توفيق       | -                                                           |
| 4       | محمد أمين زكي    | كان نائبا في الدورتين الماضيتين صار عينا حل محله ماجد مصطفى |
| 5       | رؤوف الشيخ محمود | كان نائبا في الدورتين الماضيتين                             |
| 6       | أحمد حمه أغا     | توفي (لم يذكر المصدر إن حل محله أي نائب أخر)                |

## لواء العمارة
| التسلسل | الاسم             | الملاحظات                                                 |
| ------- | ----------------- | --------------------------------------------------------- |
| 1       | محمد العريبي      | نائب في الدورتين الماضيتين                                |
| 2       | شواي الفهد        | نائب في الدورات الثلاثة الماضية توفي حل محله مطلق السلمان |
| 3       | كامل الخضيري      | -                                                         |
| 4       | شبيب المزبان      | نائب في الدورتين الماضيتين                                |
| 5       | محمد رضا الشبيبي  | -                                                         |
| 6       | عبد الكريم الأزري | -                                                         |
| 7       | جواد جعفر         | -                                                         |

## لواء كربلاء
| التسلسل | الاسم              | الملاحظات                   |
| ------- | ------------------ | --------------------------- |
| 1       | عبد الحميد أسد خان | نائب في الدورة الماضية توفي |
| 2       | حسن النقيب         | نائب في الدورة الماضية      |
| 3       | أحمد الوهاب        | نائب في الدورة الماضية      |
| 4       | عبد الحميد النقيب  | -                           |

## لواء كركوك
| التسلسل | الاسم                | الملاحظات              |
| ------- | -------------------- | ---------------------- |
| 1       | دارا بك              | نائب في الدورة الماضية |
| 2       | محمد حاجي نعمان      | نائب في الدورة الماضية |
| 3       | عبد الوهاب الطالباني | -                      |
| 4       | جميل قيردار          | نائب في الدورة الماضية |
| 5       | سليمان فتاح          | -                      |
| 6       | داود الجاف           | نائب في الدورة الماضية |

## لواء الكوت
| التسلسل | الاسم              | الملاحظات                                                                                           |
| ------- | ------------------ | --------------------------------------------------------------------------------------------------- |
| 1       | أحمد حالت          | نائب في جميع الدورات الستة الأولى وكذلك نائب في الدورتين الماضيتين                                  |
| 2       | طارق العسكري       | |
| 3       | بلاسم محمد الياسين | -                                                                                                   |
| 4       | صلاح بابان         | استقال حل محله عبد الله الياسين الذي كان نائبا في الدورات الماضية (شغل المنصب في تشرين الثاني 1944) |
| 5       | صالح شكارة         | نائب في الدورة الماضية                                                                              |

## لواء المنتفق
| التسلسل | الاسم            | الملاحظات                       |
| ------- | ---------------- | ------------------------------- |
| 1       | منشد الحبيب      | -                               |
| 2       | طالب محمد علي    | نائب في الدورتين الماضيتين      |
| 3       | ريسان الكاصد     | -                               |
| 4       | صكبان العلي      | نائب في الدورة الماضية          |
| 5       | خيون العبيد      | نائب في الدورات الستة الماضية   |
| 6       | محمد حسن حيدر    | نائب في الدورات الثلاثة الماضية |
| 7       | ثامر السعدون     | نائب في الدورة الماضية          |
| 8       | زامل المناع      | نائب في الدورة الماضية          |
| 9       | موحان الخير الله | نائب في الدورة الماضية          |
| 10      | سلمان شريف       | -                               |

## لواء الموصل
| التسلسل | الاسم                | الملاحظات                              |
| ------- | -------------------- | -------------------------------------- |
| 1       | أمجد العمري          | نائب في الدورات الثلاثة الماضية        |
| 2       | إبراهيم عطار باشي    | نائب في الدورتين الماضيتين             |
| 3       | عبد الإله حافظ       | -                                      |
| 4       | فريد الجادر          | نائب في الدورة الماضية                 |
| 5       | هبة الله المفتي      | نائب في الدورات الثلاثة الماضية        |
| 6       | علي خيري الإمام      | -                                      |
| 7       | إبراهيم داود ناحوم   | نائب في الدورتين الماضيتين             |
| 8       | أحمد الجليلي         | نائب في الدورتين الماضيتين             |
| 9       | شمدين أغا            | استقال حل محله عبد الله سليمان البياتي |
| 10      | داود الجلبي          | استقال حل محله توفيق وهبي              |
| 11      | سالم نامق            | -                                      |
| 12      | حنا خياط             | -                                      |
| 13      | غياث الدين النقشبندي | -                                      |
| 14      | رؤوف اللوس           | نائب في الدورات الأربعة الماضية        |
| 15      | نوري البريفكاني      | -                                      |